# Vacunación en Argentina
La vacunación en Argentina hace referencia a la historia y actualidad de la utilización de vacunas en ese país. Se remonta a comienzos del siglo XX. Según la OMS el país se encuentra entre los que muestran "altos niveles de cobertura de vacunación en la región".

## Historia

### Época colonial
La primera vacuna desarrollada en la historia fue la antivariólica, a partir del descubrimiento de Edward Jenner en 1796. Si bien la Real Expedición Filantrópica de la Vacuna no llegó al territorio del Virreinato del Río de la Plata, se cree que de los niños traídos por esa expedición se tomaron muestras para inmunizar a esclavos negros del Brasil. En julio de 1805 se tiene noticia de esclavos inmunizados en el puerto de Montevideo y el virrey Marqués de Sobremonte hizo llevar el suero a Buenos Aires, donde fundó el Conservatorio de Vacuna a cargo de quien sería el primer adalid de la vacunación en la Argentina, el padre  Saturnino Segurola. Se enviaron muestras a Lima y a Cuzco, donde la vacuna no había llegado y, a partir de 1808, a todas las ciudades capitales del Virreinato. Gracias a la labor del padre Segurola, durante los últimos años de la colonia en Buenos Aires y los primeros gobiernos patrios, se mantuvo un flujo constante del suero que permitía inocular a niños y adultos. 

### Revolución de Mayo
Después de la Revolución de Mayo se formaron grandes ejércitos que implicaban el movimiento de muchos hombres por el territorio y por insistencia del Cirujano Mayor Cosme Argerich se llevó a cabo una intensa vacunación de las tropas, en lo que se considera la primera política pública de vacunación del país. En 1813, además, se dispuso la vacunación obligatoria de los empleados del gobierno.

### Presidencia de Julio Argentino Roca (1880-1886)
La Ley 1420 de educación, promulgada en 1884 durante el gobierno de Julio Argentino Roca, establece la obligatoriedad de la vacunación para niños:

Art. 13. En toda construcción de edificios escolares y de su mobiliario y útiles de enseñanza deben consultarse las prescripciones de la higiene. Es además obligatorio para las escuelas la inspección médica e higiénica y la vacunación y revacunación de los niños, en períodos determinados.

### Presidencia de Juan Domingo Perón (1946-1955)
Juan Domingo Perón nombra como Secretario (y luego Ministro) de Salud al neurocirujano Ramón Carrillo. Durante su gestión se realizaron campañas masivas de vacunación contra la viruela y la difteria y se estableció la obligatoriedad de presentar el certificado de vacunación para la escuela y para realizar trámites.

### Proceso de Reorganización Nacional (1976-1983)
Hacia el año 1978 el Calendario de Vacunación estaba conformado por cuatro vacunas: la DTP (tétanos, tos convulsa y difteria), la Sabin (poliomielitis), la antisarampionosa y la BCG (tuberculosis).
En septiembre de 1983 se aprueba el decreto-ley 22909 "Régimen general para las vacunaciones contra las enfermedades prevenibles por ese medio". Esta establece en su primer artículo:

ARTICULO 1º - La vacunación de los habitantes del país a efectos de su protección contra las enfermedades prevenibles por ese medio, se realizará en toda la República de acuerdo a las disposiciones de esta ley, que el Poder Ejecutivo reglamentará para todo el territorio de la República.
La autoridad sanitaria nacional determinará la nómina de las enfermedades a que alude el párrafo anterior y la mantendrá actualizada de acuerdo a la evolución del conocimiento científico sobre la materia y a las condiciones epidemiológicas de todo o parte del país.

### Presidencias de Néstor Kirchner y Cristina Fernández de Kirchner (2003-2015)
En 2003 se incorporaron al calendario obligatorio las  vacunas contra la hepatitis B y la triple viral. A ellas se sumaron, en 2005, la vacuna que previene la hepatitis A y para ciudadanos que viven en zonas de riesgo, las vacunas contra la fiebre amarilla y la fiebre hemorrágica argentina.
En 2008, el gobierno de Cristina Fernández de Kirchner anunció la incoporación al calendario de vacunación de la pentavalente para menores de 1 año, y en 2009, la vacuna triple bacteriana acelular.
En 2014 el gobierno incorporó tres nuevas vacunas al calendario de vacunación en el marco del Programa Pronacer: contra el Rotavirus, la Varicela y el Meningococo para evitar 25.000 internaciones y 75 muertes de chicos al año. Argentina fue el primer país en América Latina en incorporar la vacuna triplebacteriana, que protege contra el tétanos, la difteria y la tos convulsa.  Ese mismo año se estableció que la vacuna contra el virus del papiloma humano (VPH) formará parte del calendario oficial de inmunización, con lo cual las niñas recibirán desde los once años la vacuna contra este virus en forma gratuita. El VPH es la segunda causa de muerte por cáncer entre las mujeres de Argentina.
El presupuesto destinado a la adquisición de vacunas aumentó desde 2003 un 1.719 por ciento. En total se amplió el calendario a 15 vacunas gratuitas solventadas por el Estado y en 2014 se añadió la vacuna contra el neumococo para los niños, con una inversión de 40 millones de dólares.

### Presidencia de Alberto Fernández (2019-2022)
La vacunación contra la COVID-19 en Argentina es la campaña iniciada a fines de 2020 para vacunar contra la COVID-19 a la población del país, en el marco de un esfuerzo mundial para combatir la pandemia de COVID-19.
El operativo estimó inicialmente utilizar 55 millones de dosis para vacunar, en primera instancia, a 23-24 millones de personas (52 % de la población) que corresponden a grupos denominados de riesgo por «exposición y función estratégica» y «enfermedad grave».
Los efectos secundarios de la vacuna contra el COVID-19 pueden variar según cada persona.Algunas personas sienten algo de molestia, pero pueden seguir adelante normalmente con su día. Otras tienen efectos secundarios que afectan su capacidad de completar sus actividades cotidianas.Por lo general, los efectos secundarios desaparecen en pocos días.Incluso si no experimenta ningún efecto secundario, su organismo está generando protección contra el virus que causa el COVID-19.Las reacciones adversas (problemas graves de salud) son poco frecuentes, pero pueden causar problemas de salud a largo plazo. Por lo general, suceden dentro de las seis semanas de haberse vacunado.
La vacunación se inició el martes 29 de diciembre de 2020, luego de recibir un suministro de 300 000 dosis, que fueron destinadas al personal de salud. Hacia principios de agosto de 2021 había seis vacunas en uso en territorio argentino producidas por el Instituto Gamaleya (Gam-COVID-Vac o Sputnik V), el laboratorio argentino mAbxience y el mexicano Liomont en asociación con AstraZeneca y la Universidad de Oxford (AZD1222), el Instituto Suero de India en asociación con AstraZeneca y la Universidad de Oxford (Covishield o AZD1222), la empresa surcoreana AstraZeneca-SK Bioscience (AZ-SKBio), la empresa farmacéutica Sinopharm (BBIBP-CorV) y el laboratorio CanSino Biologics (Ad5-nCoV (Covidencia)).

## Calendario de vacunación
El calendario de vacunación vigente en la Argentina es el siguiente:
| Vacuna                          | Edad           | Edad      | Edad      | Edad      | Edad      | Edad        | Edad        | Edad        | Edad          | Edad        | Edad         | Edad                        |                             |                             |                             |                             |                             |
| Vacuna                          | 0 meses        | 2 meses   | 3 meses   | 4 meses   | 5 meses   | 6 meses     | 12 meses    | 15 meses    | 18 meses      | 24 meses    | 5-6 años     | 11 años                     | A partir de los 15          | Adultos                     | Embarazadas                 | Puerperio                   | Personal de salud           |
| ------------------------------- | -------------- | --------- | --------- | --------- | --------- | ----------- | ----------- | ----------- | ------------- | ----------- | ------------ | --------------------------- | --------------------------- | --------------------------- | --------------------------- | --------------------------- | --------------------------- |
| BCG                             | única dosis    |           |           |           |           |             |             |             |               |             |              |                             |                             |                             |                             |                             |                             |
| Hepatitis B                     | dosis neonatal |           |           |           |           |             |             |             |               |             |              |                             | Iniciar o completar esquema | Iniciar o completar esquema | Iniciar o completar esquema | Iniciar o completar esquema | Iniciar o completar esquema |
| Neumococo conjugada             |                | 1.ª dosis |           | 2.ª dosis |           |             | refuerzo    |             |               |             |              |                             |                             | Esquema secuencial          |                             |                             |                             |
| Quíntuple pentavalente          |                | 1.ª dosis |           | 2.ª dosis |           | 3.ª dosis   |             |             |               |             |              |                             |                             |                             |                             |                             |                             |
| Polio                           |                | 1.ª dosis |           | 2.ª dosis |           | 3.ª dosis   |             |             | 1.er refuerzo |             | 2.º refuerzo |                             |                             |                             |                             |                             |                             |
| Rotavirus                       |                | 1.ª dosis |           | 2.ª dosis |           |             |             |             |               |             |              |                             |                             |                             |                             |                             |                             |
| Meningococo                     |                |           | 1.ª dosis |           | 2.ª dosis |             |             | refuerzo    |               |             |              | única dosis                 |                             |                             |                             |                             |                             |
| Gripe                           |                |           |           |           |           | dosis anual | dosis anual | dosis anual | dosis anual   | dosis anual | dosis anual  | dosis anual                 | dosis anual                 | dosis anual                 | dosis anual                 | dosis anual                 | dosis anual                 |
| Hepatitis A                     |                |           |           |           |           |             | única dosis |             |               |             |              |                             |                             |                             |                             |                             |                             |
| Triple viral                    |                |           |           |           |           |             | 1.ª dosis   |             |               |             | 2.ª dosis    | Iniciar o completar esquema | Iniciar o completar esquema | Iniciar o completar esquema |                             | Iniciar o completar esquema | Iniciar o completar esquema |
| Varicela                        |                |           |           |           |           |             |             | única dosis |               |             |              |                             |                             |                             |                             |                             |                             |
| Vacuna quíntuple o pentavalente |                |           |           |           |           |             |             |             | 1.er refuerzo |             |              |                             |                             |                             |                             |                             |                             |
| Triple Bacteriana Celular       |                |           |           |           |           |             |             |             |               |             | 2.º refuerzo |                             |                             |                             |                             |                             |                             |
| Triple Bacteriana Acelular      |                |           |           |           |           |             |             |             |               |             |              | refuerzo                    |                             |                             | 1 dosis                     |                             | 1 dosis                     |
| Virus Papiloma Humano           |                |           |           |           |           |             |             |             |               |             |              | 2 dosis                     |                             |                             |                             |                             |                             |
| Doble Bacteriana                |                |           |           |           |           |             |             |             |               |             |              |                             |                             | refuerzo cada 10 años       |                             |                             |                             |
| Fiebre amarilla                 |                |           |           |           |           |             |             |             | 1.ª dosis     |             |              | refuerzo                    | única dosis                 |                             |                             |                             |                             |
| Fiebre Hemorrágica Argentina    |                |           |           |           |           |             |             |             |               |             |              |                             | única dosis                 |                             |                             |                             |                             |